# Yargı
Yargı (en turco; juicio, también conocida como Secretos de familia, Secretos de sangre o Yargi: secretos de familia) es una serie de televisión turca producida por Ay Yapım, escrita por Sema Ergenekon y dirigida por Ali Bilgin. Protagonizada por Pınar Deniz y Kaan Urgancıoğlu. Se estrenó el 19 de septiembre de 2021 por Kanal D.

## Argumento
Ilgaz (Kaan Urgancıoğlu), es un respetado fiscal, de férreas convicciones que antepone la verdad y la justicia sobre cualquier otro valor. Es el hijo mayor del respetado Jefe policial Metin Kaya. Ceylin (Pınar Deniz), es una joven abogada, de clase baja, que no duda en usar cualquier "atajo" para lograr sus abjetivos, es audaz, inteligente y desprejuiciada.
Ilgaz decide recurrir a ella para ser abogada de su hermano menor que se ve implicado en un asesinato. Tanto él, como su padre buscan sólo la verdad, y que el peso de la ley caiga sobre el joven si fuese culpable. Pero al ser un caso complejo cree que Ceylin con sus métodos poco ortodoxos podrá desentrañar lo que se oculta tras esa muerte. Muchas sorpresas la vida les presentará con este caso policial y deberán unirse para descubrir toda la verdad. Este asesinato los involucrará a ellos y a sus familias en dramáticos problemas que deberán afrontar. Ese será el punto de partida de una relación profesional y amorosa que parece ser imposible por sus diferentes puntos de vista y los obstáculos que la impiden.

## Elenco
- Kaan Urgancıoğlu como el Fiscal Illgaz Kaya
- Pınar Deniz como la abogada Ceylin Erguvan Kaya
- Uğur Polat como el abogado Yekta Tilmen
- Ugur Aslan como el Comisario Eren Duman
- Şükran Ovalı como Fiscal Derya İhdal
- Merve Ateş como Tuğçe Duman
- Mehmet Yılmaz Ak como Fiscal Pars Seçkin
- Onur Durmaz como Engin Tilmen
- Başak Gümülcinelioğlu como juez Neva Seçkin
- Nilgün Türksever como Laçin Tilmen
- Nergis Öztürk como Seda Gökmen
- Muttalip Müjdeci como el jefe de policía Rafet
- Merih Ermakastar como Çetin
- Emir Özden como el abogado Tolga Çırmak
- Samet Kaan Kuyucu como el reportero policial Burak Yıldırım
- Hüseyin Avni Danyal como jefe de policía Metin Kaya
- Arda Anarat como Çınar Kaya
- Cezmi Baskın como Merdan Kaya
- Özlem Çakar como Makbule Kaya
- Beren Nur Karadiş como Defne Kaya
- Ece Yüksel como İnci Erguvan
- Ali Seçkiner Alıcı como Zafer Erguvan
- Zeyno Eracar como Gül Erguvan
- Pinar Çağlar Gençtürk como Aylin Erguvan Yilmaz
- Onur Özaydin como Osman Yilmaz
- Zeynep Atilgan como Parla Yilmaz
- Yiğit Kalkavan como Ridvan
- Dilara Çekir como Özge
- Onur Tekin como Oficial Umut
- Hakan Dinçkol como Cuneyt
- Eray Erturen como Serdar Denzil
- Zeynep Parla como Merve Demetoğlu
- Pınar Töre como Özlem
- Ayşenil Şamlıoğlu como exjuez Şahver Yengi
- Elif Melda Yılmaz como peluquera Ayten
- Kenan Bal como Haluk
- Ulvi Kahyaoğlu como Fiscal Efe
- Çağla Demir como Ela
- Ferit Kaya como Can
- Seda Türkmen como Dilek
- Müge Bayramoğlu como Nil
- Arif Pişkin como Kadir
- Ayşen Sezerel como Fiscal Nadide

## Episodios
| Temporada | Episodios | Emisión original         | Emisión original   | Emisión original |
| Temporada | Episodios | Estreno                  | Final              | Cadena           |
| --------- | --------- | ------------------------ | ------------------ | ---------------- |
| 1         | 34        | 19 de septiembre de 2021 | 29 de mayo de 2022 | Kanal D          |
| 2         | 29        | 18 de septiembre de 2022 | 7 de mayo de 2023  | Kanal D          |
| 3         | 32        | 24 de septiembre de 2023 | 26 de mayo de 2024 | Kanal D          |

## Adaptaciones
- Grecia – Atrapados (en griego, Παγιδευμένοι), emitido por ANT1

## Premios y nominaciones
| Año  | Ceremonia de premiación         | Categoría        | Destinatarios                  | Resultado |
| ---- | ------------------------------- | ---------------- | ------------------------------ | --------- |
| 2022 | 48.os Premios Altın Kelebek     | Mejor Serie      | Yargı                          | Ganador   |
| 2022 | 48.os Premios Altın Kelebek     | Mejor actor      | Kaan Urgancıoğlu               | Ganador   |
| 2022 | 48.os Premios Altın Kelebek     | Mejor actriz     | Pinar Deniz                    | Ganador   |
| 2022 | 48.os Premios Altın Kelebek     | Mejor guionista  | Sema Ergenekon                 | Ganador   |
| 2022 | 48.os Premios Altın Kelebek     | mejor director   | Ali Bilgin                     | Ganador   |
| 2022 | 48.os Premios Altın Kelebek     | Mejor pareja     | Pinar Deniz y Kaan Urgancıoğlu | Nominado  |
| 2023 | 51.er Premio Emmy Internacional | Mejor Telenovela | Yargı                          | Ganadora  |